# Val-d'Usiers
Val-d'Usiers est une commune française située dans le département du Doubs, en Franche-Comté, dans la région administrative Bourgogne-Franche-Comté. Créée le 1er janvier 2024 sous le statut de commune nouvelle, elle est issue de la fusion des communes de Bians-les-Usiers, Goux-les-Usiers et Sombacour. Son chef-lieu est Bians-les-Usiers.

## Géographie

### Localisation
La commune nouvelle de Val-d'Usiers se trouve dans le sud du département du Doubs, dans la petite région agricole des plateaux supérieurs du Jura,. À vol d'oiseau, elle se situe à 36,7 km de Besançon, préfecture du département, à 9 km de Pontarlier, sous-préfecture, et à 18,8 km d'Ornans, chef-lieu du canton d'Ornans dont dépend la commune depuis sa création. La commune fait en outre partie du bassin de vie de Pontarlier.
Les communes les plus proches sont : Évillers (4,5 km), Ouhans (4,5 km), Vuillecin (5,3 km), Chaffois (5,5 km), Septfontaines (6,6 km), Dommartin (6,7 km), Houtaud (6,7 km), Bugny (7,3 km) et Chapelle-d'Huin (8,4 km).
| Évillers        | Ouhans       | Bugny             |
| Septfontaines   | Val d'Usiers | Vuillecin         |
| Chapelle-d'Huin | Chaffois     | Dommartin Houtaud |

### Évolution du territoire
Le 1er janvier 2024, la commune de Val-d'Usiers est créée sous le régime de la commune nouvelle par fusion de Bians-les-Usiers, Goux-les-Usiers et Sombacour par arrêté préfectoral du 27 septembre 2023 complété par l'arrêté préfectoral du 15 décembre 2023. 

### Géologie et relief
La superficie de la commune est de 50,94 km2. L'altitude du territoire communal varie de 650 mètres à 922 mètres.

### Climat
Pour des articles plus généraux, voir Climat de la Bourgogne-Franche-Comté et Climat du Doubs.
En 2010, le climat de la commune est de type climat de montagne, selon une étude du Centre national de la recherche scientifique s'appuyant sur une série de données couvrant la période 1971-2000. En 2020, Météo-France publie une typologie des climats de la France métropolitaine dans laquelle la commune est exposée à un climat de montagne ou de marges de montagne et est dans la région climatique  Jura, caractérisée par une forte pluviométrie en toutes saisons (1 000 à 1 500 mm/an), des hivers rigoureux et un ensoleillement médiocre. 
Pour la période 1971-2000, la température annuelle moyenne est de 7,8 °C, avec une amplitude thermique annuelle de 16,4 °C. Le cumul annuel moyen de précipitations est de 1 495 mm, avec 13,6 jours de précipitations en janvier et 11,1 jours en juillet. Pour la période 1991-2020, la température moyenne annuelle observée sur la station météorologique de Météo-France la plus proche, « Pontarlier », sur la commune de Pontarlier à 9 km à vol d'oiseau, est de 8,8 °C et le cumul annuel moyen de précipitations est de 1 463,6 mm. 
La température maximale relevée sur cette station est de 38 °C, atteinte le 25 juillet 2019 ; la température minimale est de −32 °C, atteinte le 12 janvier 1987,,. 
Les paramètres climatiques de la commune ont été estimés pour le milieu du siècle (2041-2070) selon différents scénarios d'émission de gaz à effet de serre à partir des nouvelles projections climatiques de référence DRIAS-2020. Ils sont consultables sur un site dédié publié par Météo-France en novembre 2022.

## Urbanisme

### Typologie
Au 1er janvier 2024, Val-d'Usiers est catégorisée bourg rural, selon la nouvelle grille communale de densité à 7 niveaux définie par l'Insee en 2022.
Elle appartient à l'unité urbaine de Val-d'Usiers, une agglomération intra-départementale constituant une ville isolée,. Par ailleurs la commune fait partie de l'aire d'attraction de Pontarlier, dont elle est une commune de la couronne,. Cette aire, qui regroupe 54 communes, est catégorisée dans les aires de moins de 50 000 habitants,.

## Histoire
Un arrêté préfectoral du 27 septembre 2023 annonce la fusion de Bians-les-Usiers, Goux-les-Usiers et Sombacour sous la commune nouvelle de Val d'Usiers au 1er janvier 2024. Un nouvel arrêté du 15 décembre 2023 apporte une correction sur le nom de la commune qui devient Val-d'Usiers (avec un trait d'union). La section de commune de Pissenavache, rattachée à l'ancienne commune de Bians-les-Usiers, devient par ailleurs section de la commune nouvelle.

## Politique et administration

### Rattachements administratifs et électoraux

#### Circonscriptions de rattachement
Val-d'Usiers et ses communes déléguées appartiennent à l'arrondissement de Pontarlier et au canton d'Ornans depuis le redécoupage cantonal de 2014. Avant cette date, les trois communes déléguées étaient rattachées au canton de Levier.
Pour l'élection des députés, la commune nouvelle fait partie de la cinquième circonscription du Doubs, représentée depuis juin 2012 par Annie Genevard (LR).

#### Intercommunalité
La commune de Val-d'Usiers est membre de la communauté de communes Altitude 800, un établissement public de coopération intercommunale (EPCI) à fiscalité propre créé le 22 novembre 2002 dont le siège est à Levier.
Elle fait aussi partie du pays du Haut-Doubs, syndicat mixte fermé dont le siège est à Pontarlier.

#### Institutions judiciaires
Sur le plan des institutions judiciaires, la commune relève du tribunal de proximité de Pontarlier, du tribunal judiciaire, du tribunal pour enfants, du conseil de prud’hommes, du tribunal de commerce, de la cour d'appel et du tribunal administratif de Besançon et de la cour administrative d'appel de Nancy.

### Communes déléguées
| Nom                      | Code Insee | Intercommunalité | Superficie (km2) | Population (dernière pop. légale) | Densité (hab./km2) |
| ------------------------ | ---------- | ---------------- | ---------------- | --------------------------------- | ------------------ |
| Bians-les-Usiers (siège) | 25060      | CC Altitude 800  | 14,01            | 694 (2021)                        | 50                 |
| Goux-les-Usiers          | 25282      | CC Altitude 800  | 17,63            | 791 (2021)                        | 45                 |
| Sombacour                | 25549      | CC Altitude 800  | 19,3             | 629 (2021)                        | 33                 |

### Tendances politiques et résultats
| Année                 | 1er tour | 1er tour | 1er tour | 1er tour | 1er tour | 1er tour | 1er tour | 1er tour | 1er tour | 1er tour | 1er tour | 1er tour | 1er tour | 2d tour     | 2d tour     | 2d tour     | 2d tour     | 2d tour     | 2d tour     | 2d tour     | 2d tour     | 2d tour     | 2d tour     | 2d tour     | 2d tour     | 2d tour     |  |
| Année                 | 1er      | 1er      | 1er      | %        | 2e       | 2e       | %        | 3e       | 3e       | %        | 4e       | 4e       | %        | 1er         | 1er         | %           | 2e          | 2e          | %           | 3e          | 3e          | %           | 4e          | 4e          | %           |             |  |
| --------------------- | -------- | -------- | -------- | -------- | -------- | -------- | -------- | -------- | -------- | -------- | -------- | -------- | -------- | ----------- | ----------- | ----------- | ----------- | ----------- | ----------- | ----------- | ----------- | ----------- | ----------- | ----------- | ----------- | ----------- |  |
|                       |          |          |          |          |          |          |          |          |          |          |          |          |          |             |             |             |             |             |             |             |             |             |             |             |             |             |  |
| Élections européennes |          |          |          |          |          |          |          |          |          |          |          |          |          |             |             |             |             |             |             |             |             |             |             |             |             |             |  |
| 2024                  | 2024     |          |          |          |          |          |          |          |          |          |          |          |          | tour unique | tour unique | tour unique | tour unique | tour unique | tour unique | tour unique | tour unique | tour unique | tour unique | tour unique | tour unique | tour unique |  |
| 2024                  | 2024     |          |          |          |          |          |          |          |          |          |          |          |          |             |             |             |             |             |             |             |             |             |             |             |             |             |  |
|                       |          |          |          |          |          |          |          |          |          |          |          |          |          |             |             |             |             |             |             |             |             |             |             |             |             |             |  |

### Liste des maires
| Période      | Période  | Identité         | Étiquette | Qualité                                             |
| ------------ | -------- | ---------------- | --------- | --------------------------------------------------- |
| janvier 2024 | En cours | Aurélien Dornier | SE        | Agriculteur Maire de Bians-les-Usiers (2020 → 2023) |

Jusqu'en 2026, date des prochaines élections municipales, la commune nouvelle est administrée par un conseil municipal composé de l'ensemble des membres des conseils municipaux des trois anciennes communes.

## Démographie
L'évolution du nombre d'habitants est connue à travers les recensements de la population effectués dans la commune depuis sa création.

En 2022, la commune comptait 2 128 habitants, en augmentation de 4,04 % par rapport à 2016 (Doubs : +1,24 %, France hors Mayotte : +1,21 %). La densité est de 41,4 hab/km2.
| 2020  | 2021  | 2022  |
| ----- | ----- | ----- |
| 2 112 | 2 114 | 2 128 |

## Vie locale

### Services publics
- Agence communale de la Poste, Sombacour

### Enseignement et petite enfance
- Deux écoles maternelles et primaires[Note 4] : une à Goux-les-Usiers et l'autre à Sombacour
- Accueil périscolaire du Val-d'Usiers

### Santé, services d'urgence et sécurité
- Maison de santé du Val-d'Usiers, Goux-les-Usiers
- Centre d'incendie et de secours du Val-d'Usiers, Sombacour

### Équipements culturels et sportifs
- Bibliothèque du Val-d'Usiers, Bians-les-Usiers
- Salle des fêtes, Bians-les-Usiers
- Terrain multisports, Goux-les-Usiers
- Terrain de football, Goux-les-Usiers
- Court de tennis, Goux-les-Usiers
- Terrain de pétanque, Goux-les-Usiers
- Aire de jeux, Goux-les-Usiers

## Lieux et monuments
Val-d'Usiers possède plusieurs monuments :

### Bians-les-Usiers
- l'église paroissiale de l'Immaculée-Conception, construite en 1844[24] ;
- la chapelle Saint-Claude de Pissenavache, érigée en 1860[25] ;
- le Monument aux morts ;
- l'ancienne bascule transformée en mini-musée ;
- le lavoir ;

### Goux-les-Usiers
- l'église Saint-Valère, possède un important ensemble de boiseries du XVIIIe siècle. Elle a été classée monument historique en 1992 ;
- la chapelle Notre-Dame-de-Pitié recensée dans la base Mérimée lors du récolement de 1975[26].;
- la Croix de la chapelle est inscrite aux monuments historiques en 1989 ;
- la Mairie-école est inscrite aux monuments historiques en 2005 ;
- le château ;
- l'oratoire.

### Sombacour
- l'église paroissiale Saint-Gervais et Saint-Protais, construite au XVe siècle et agrandie au XVIIe siècle[27] ;
- le Mont-calvaire ;
- les vestiges du château d'Usier. Construit par les sires de Joux dans le premier quart du XIe siècle[28], il fut assiégé par les confédérés en 1475, pris et saccagé, puis pris par les troupes suédoises en 1639, et repris quelques semaines après par les Comtois. Ses vestiges auraient été définitivement rasés lors de la première conquête française, en 1668.

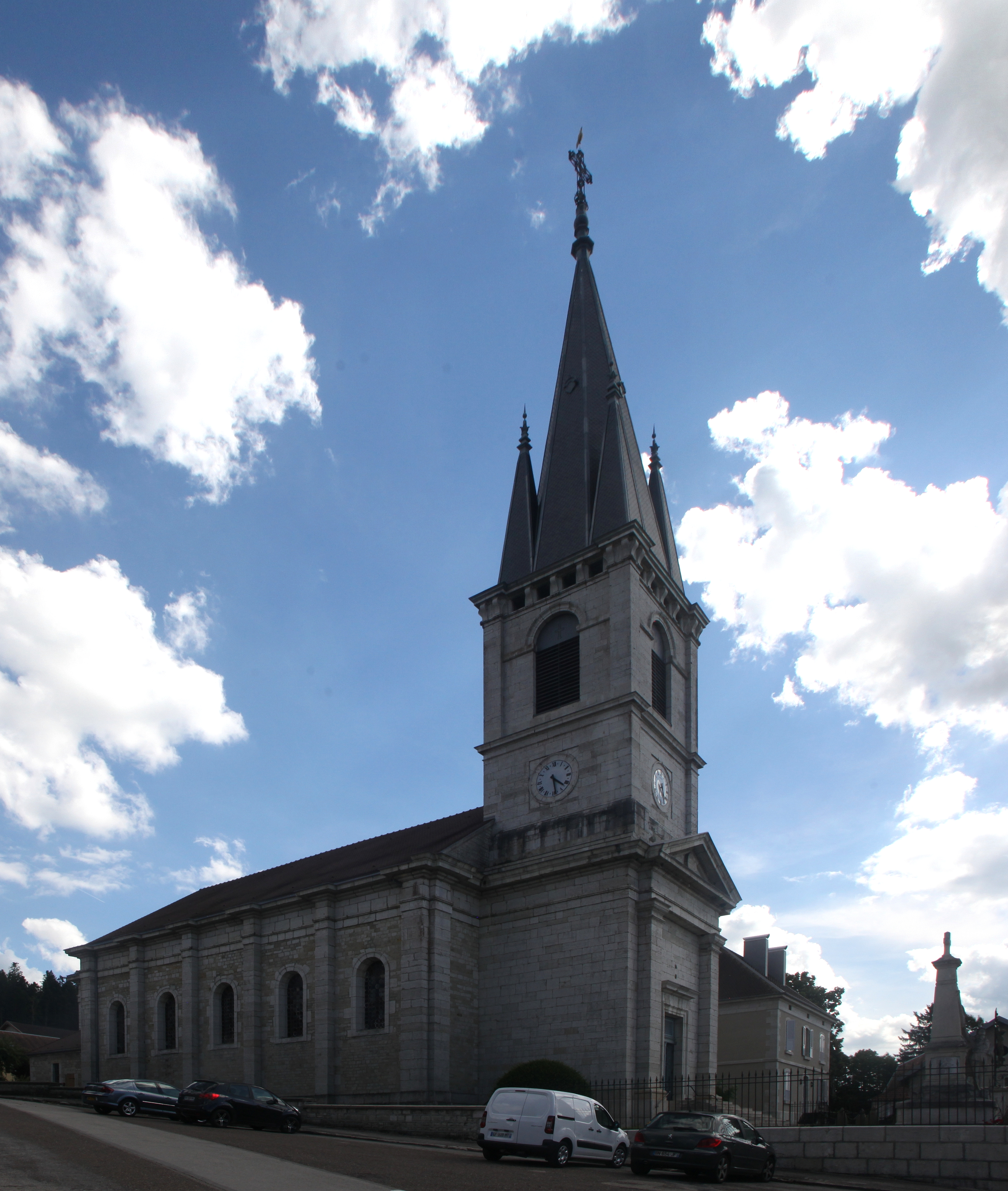
Église de l'Immaculée-Conception de Bians-les-Usiers.
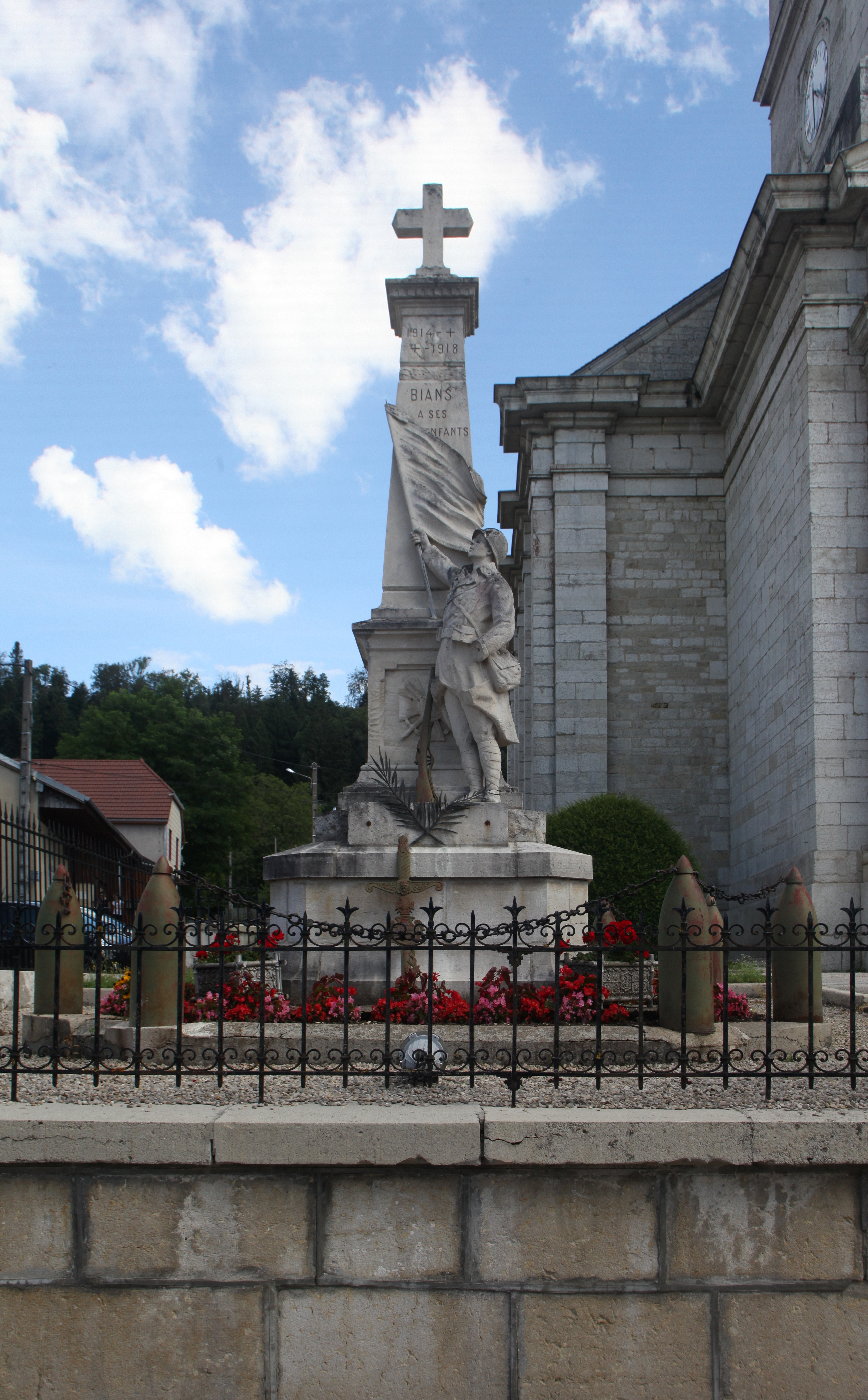
Monument aux morts de Bians-les-Usiers.
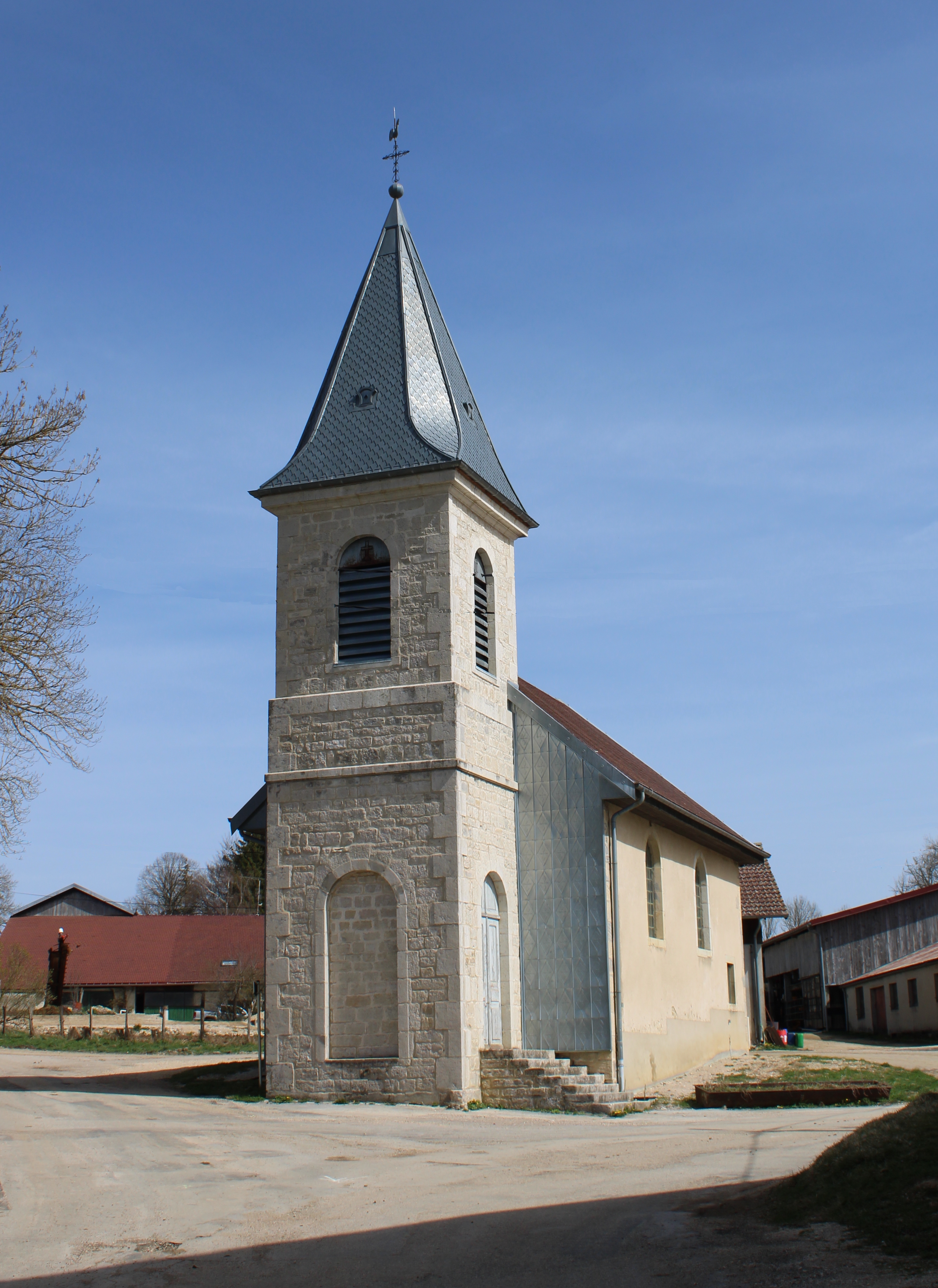
Chapelle Saint-Claude à Pissenavache.
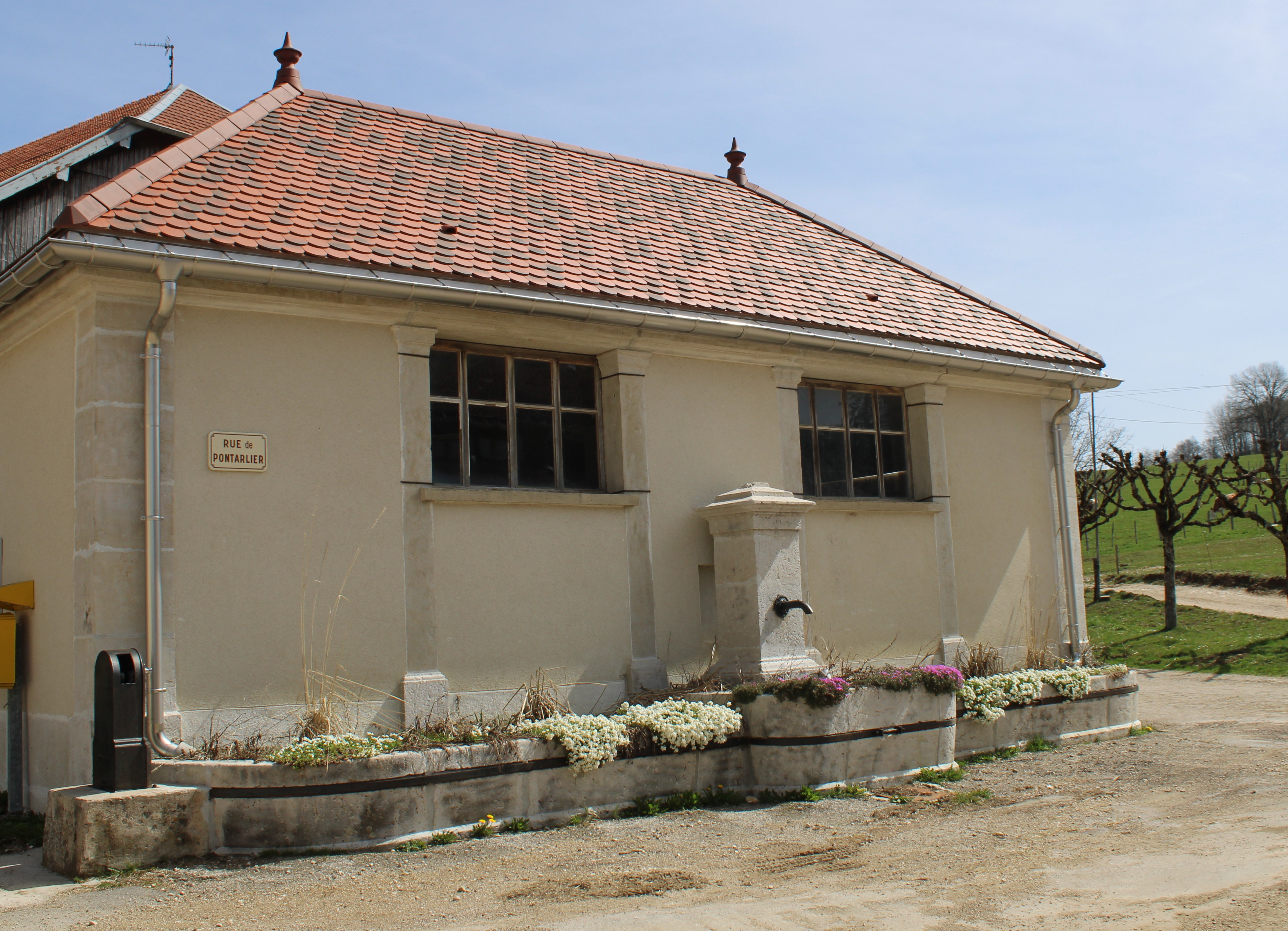
Le lavoir à Pissenavache.
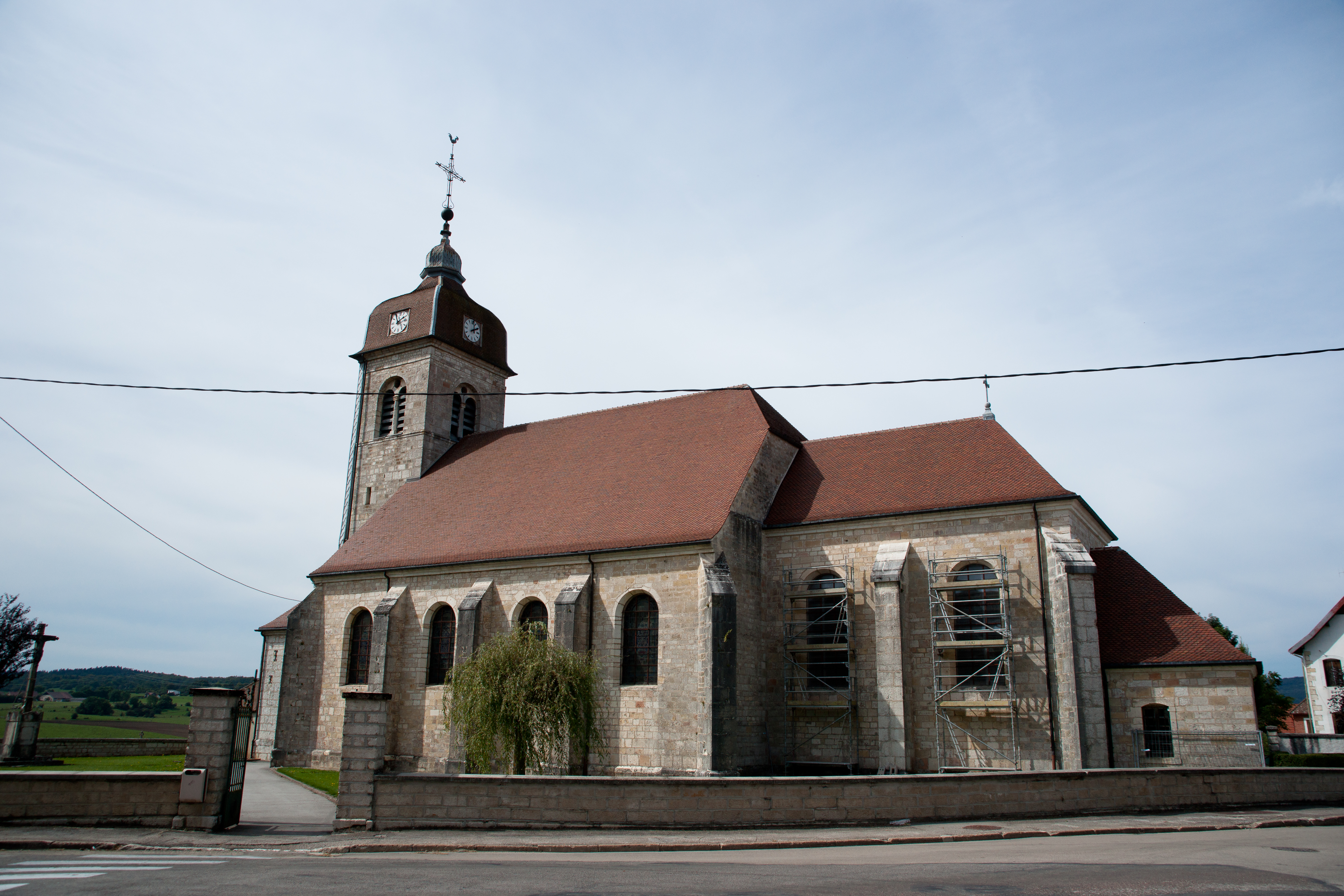
Église Saint-Valère de Goux-les-Usiers.
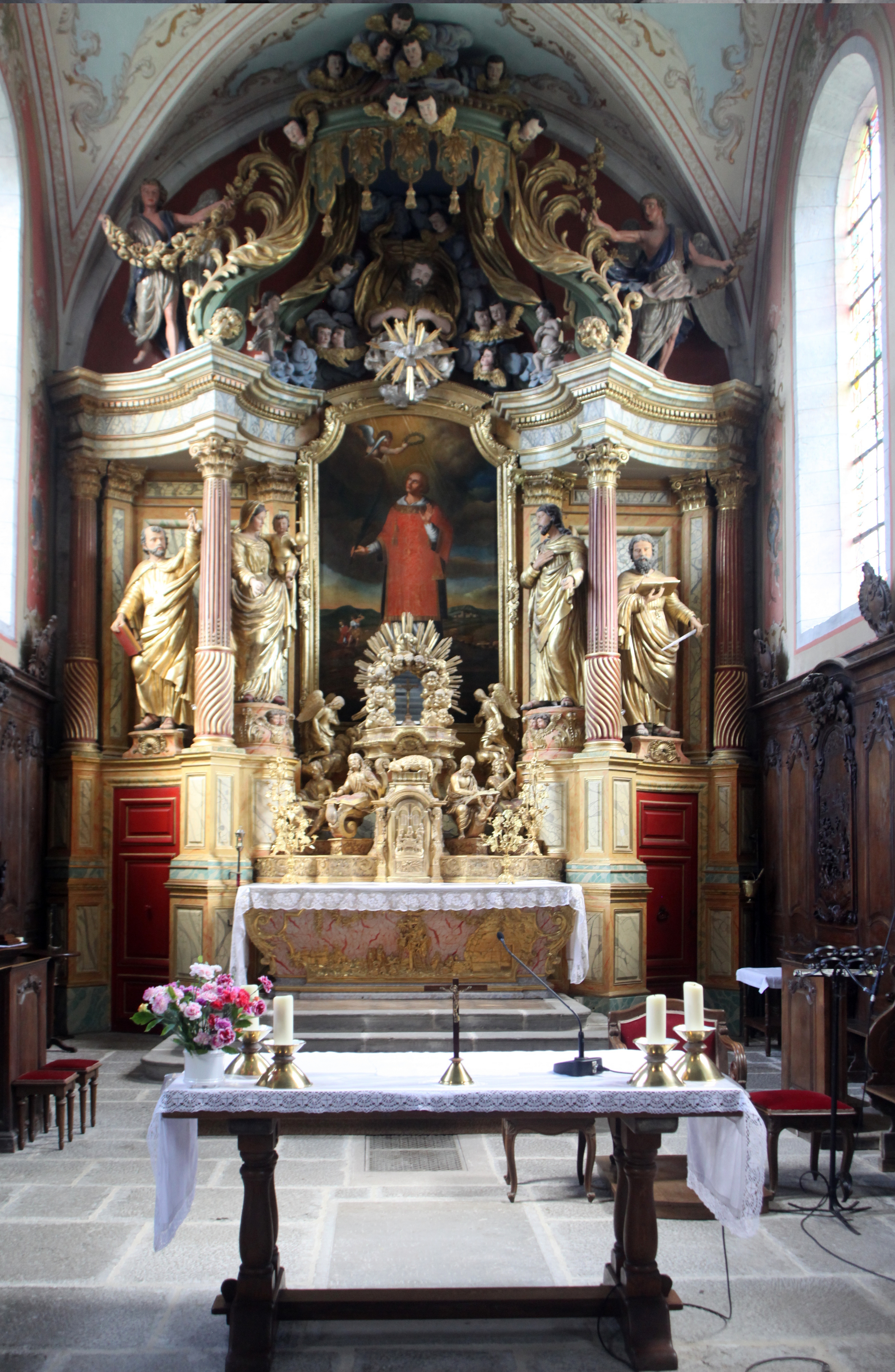
Intérieur de l'église.
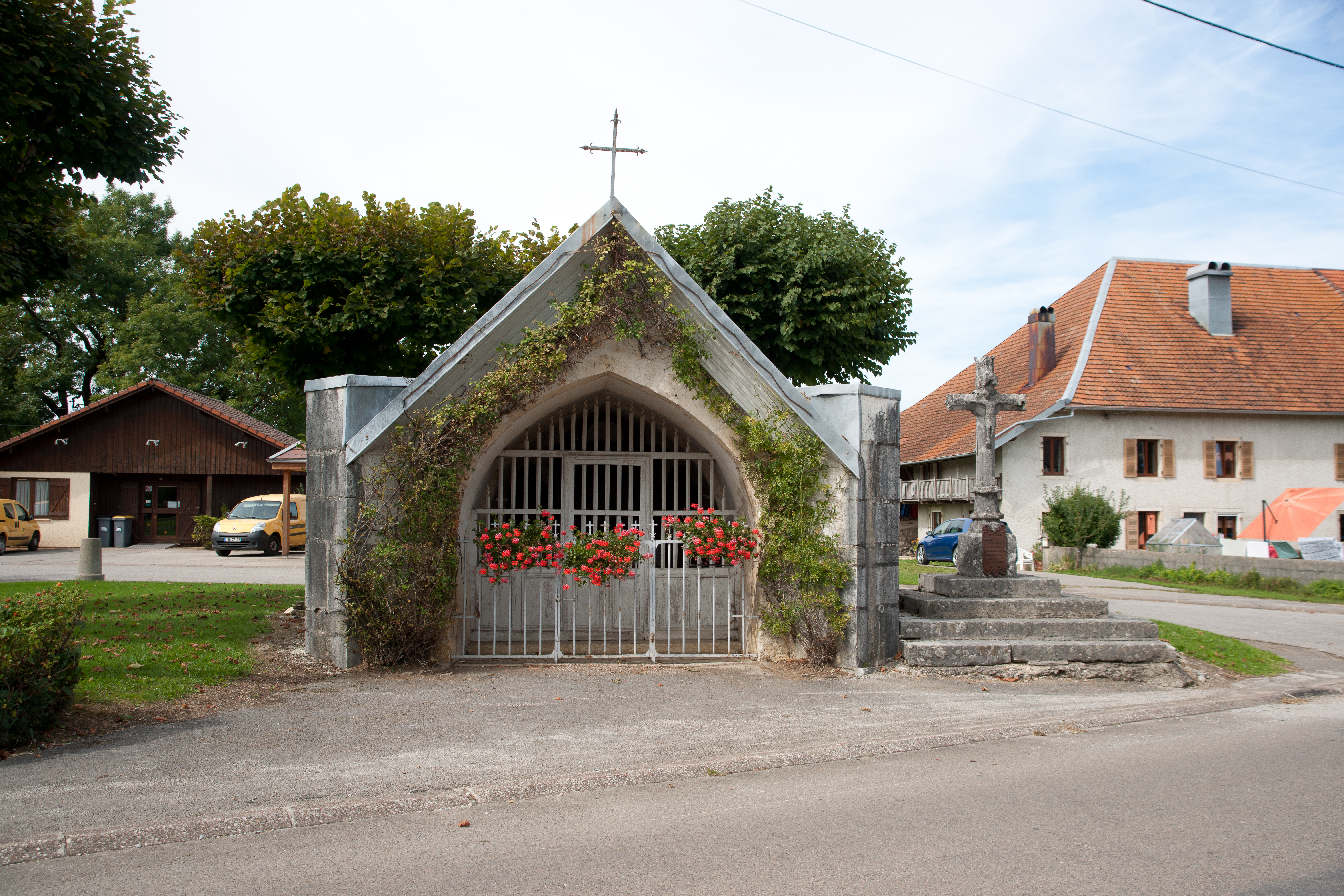
Chapelle Notre-Dame-de-Pitié de Goux-les-Usiers.
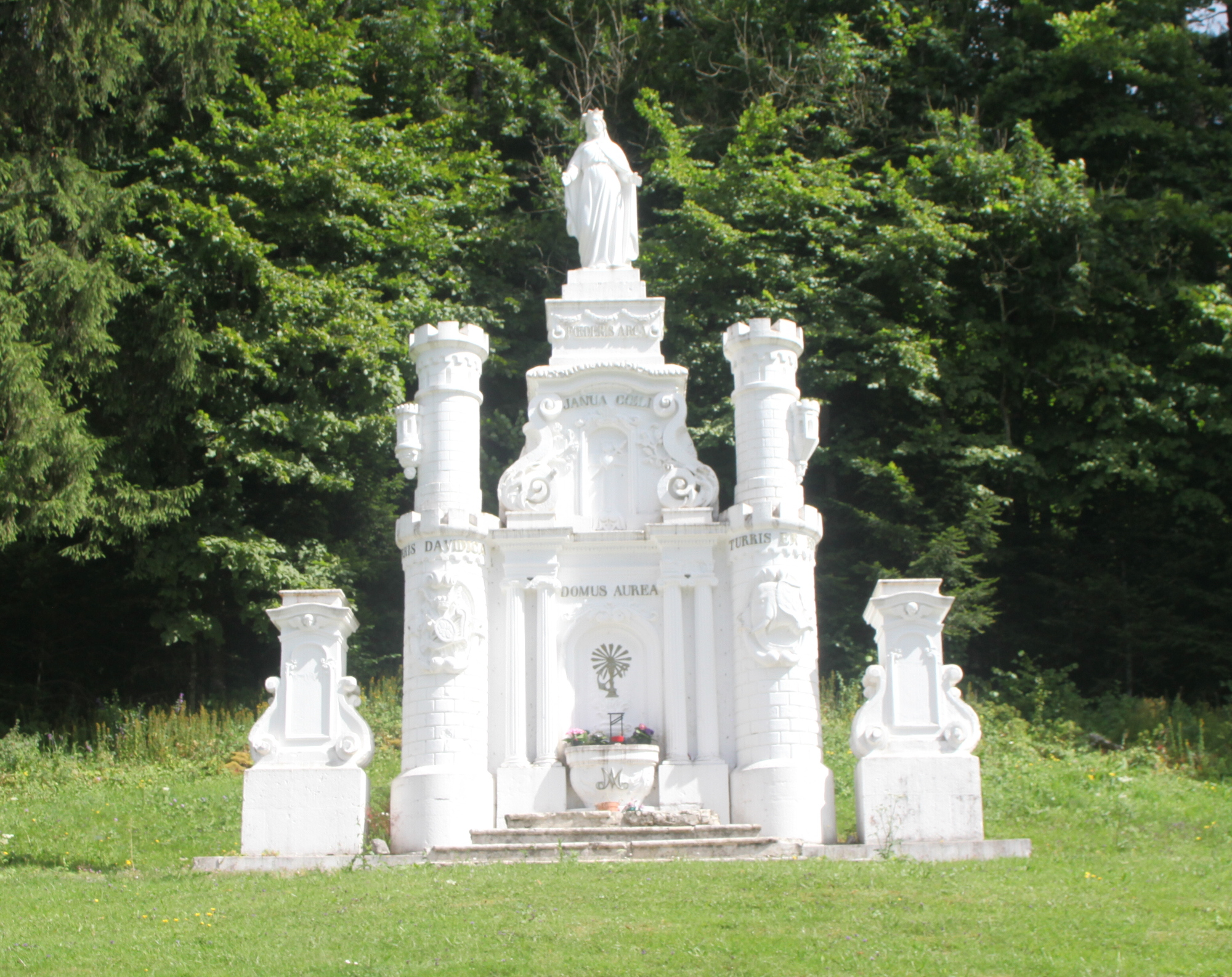
Oratoire de Goux-les-Usiers.
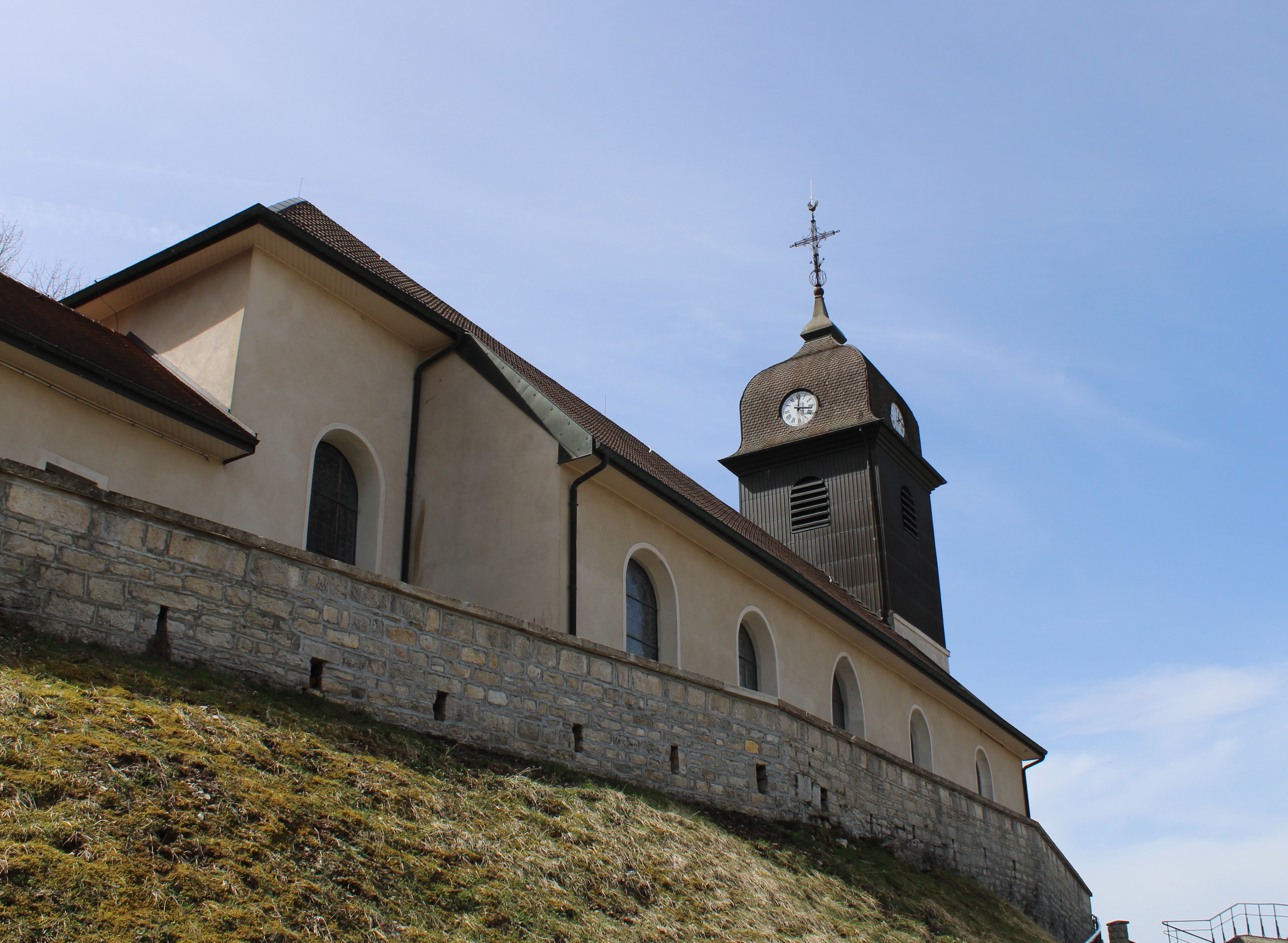
Église Saint-Gervais et Saint-Protais de Sombacour.
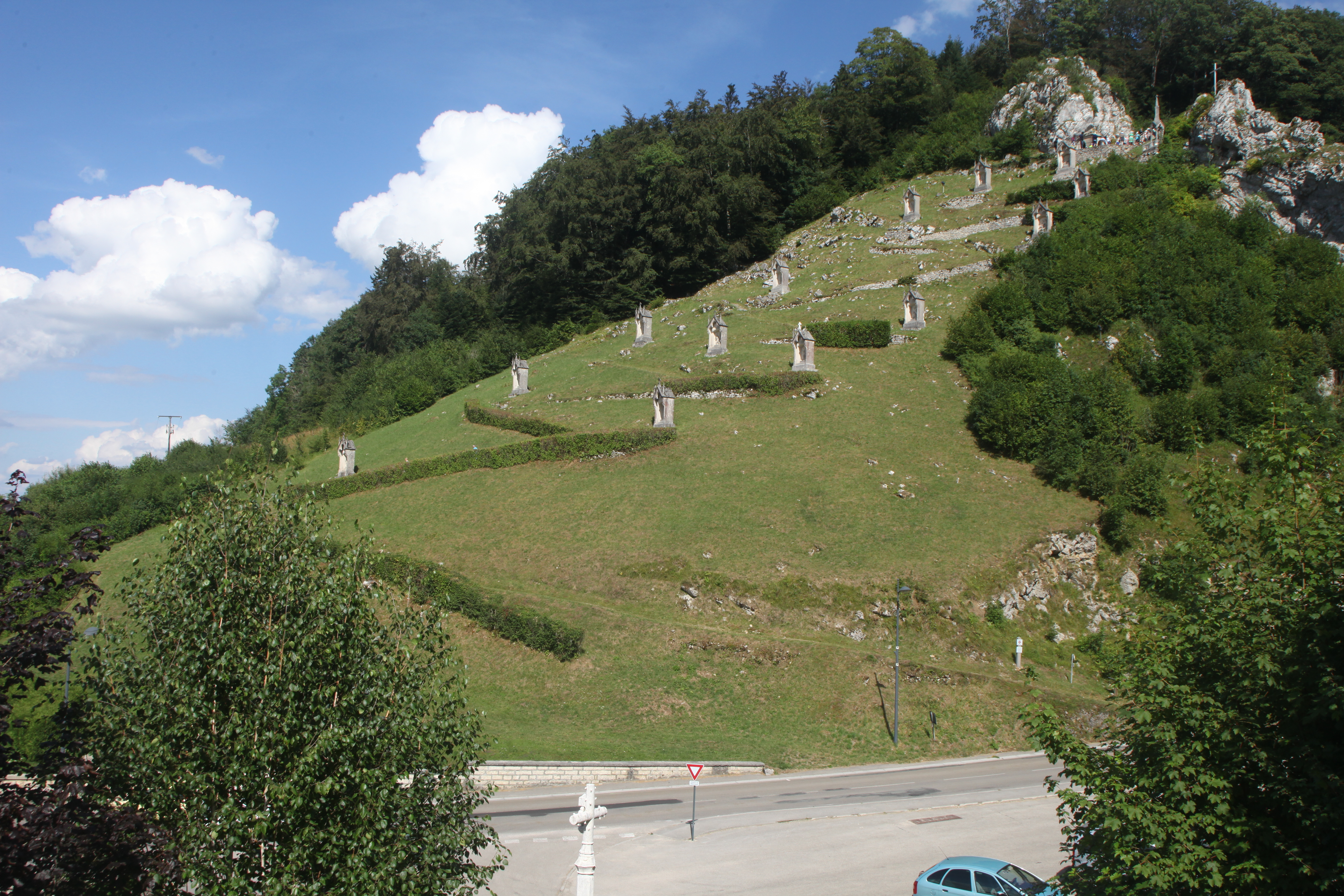
Mont-calvaire de Sombacour.
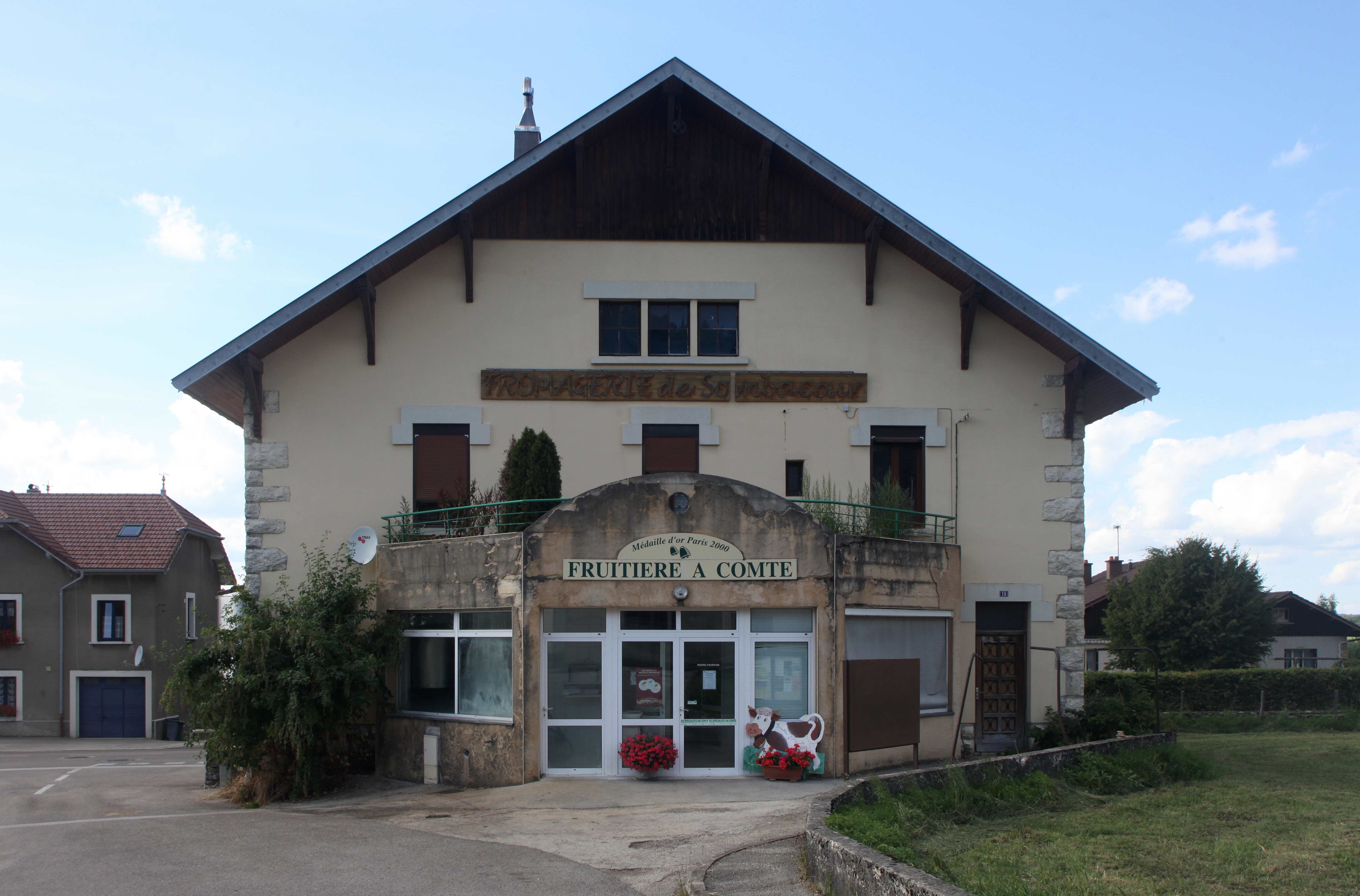
Fruitière de Sombacour.
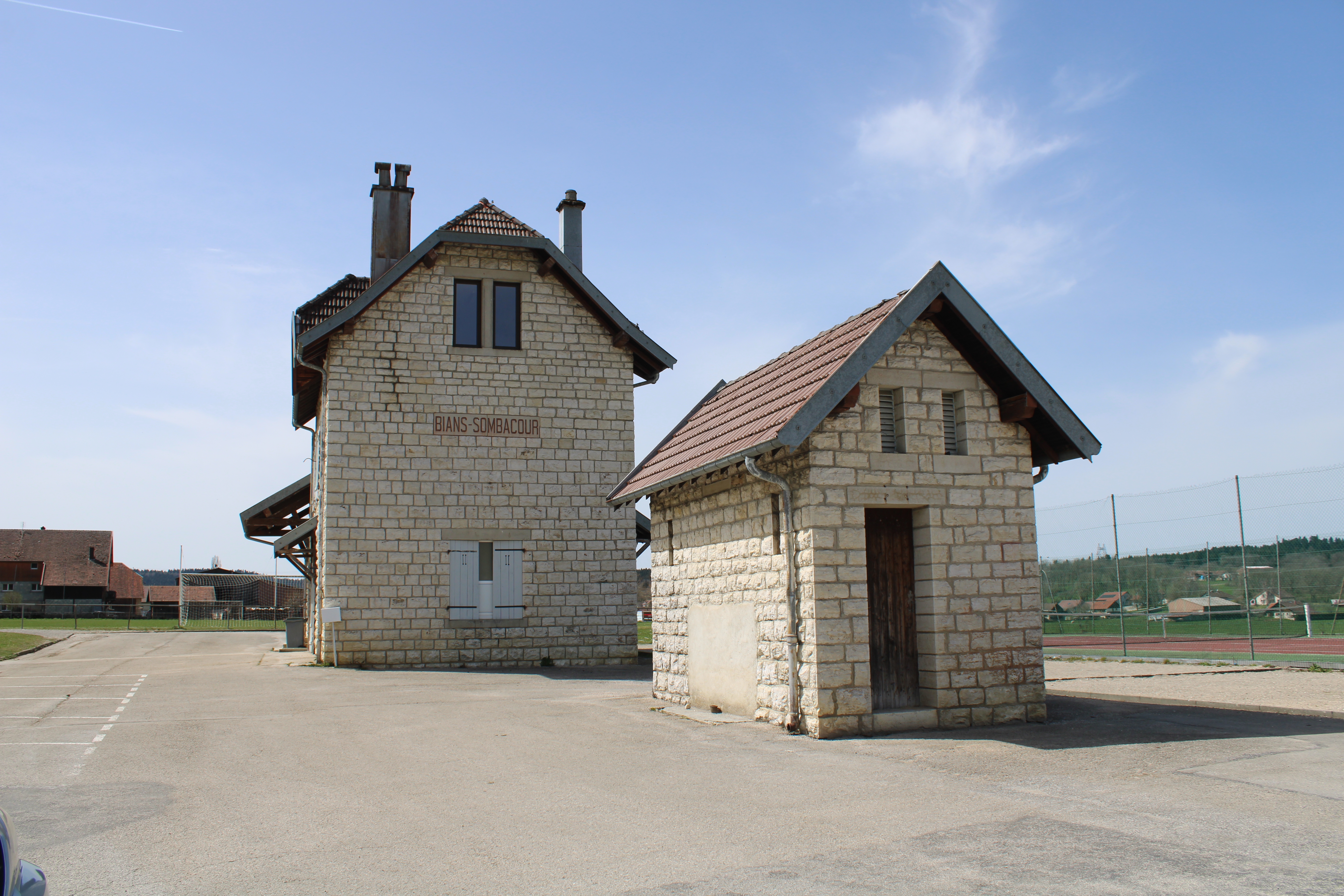
Ancienne gare de Bians - Sombacour.

## Personnalités liées à la commune

### Goux-les-Usiers
- Valère Renaud ou Regnault ou Regnauld, jésuite et professeur de philosophie à l'Université de Dole où il mourut en 1623.
- Augustin Fauconnet, sculpteur né à Lièvremont en 1701, mort à Goux-les-Usiers en 1770.
- Robert Fernier, artiste-peintre.
- Antoine-Gervais Girard (1752-1822), humaniste né à Goux-les-Usiers.
- André Jourdain (1935-2019), homme politique, Sénateur, Président du Conseil général du Jura.
- Mickaël Isabey, joueur au Football Club Sochaux-Montbéliard.

### Sombacour
- Louis Lonchamp (1770-1832), général baron d'Empire.